# Jacob Moser
Jacob Moser (* 28. November 1839 in Kappeln, Herzogtum Schleswig; † 18. Juli 1922 in Bradford; auch Jacob Moses) war Unternehmer, Zionist und Philanthrop.

## Leben

### Jugend
Jacob Moses war der Sohn einer in Kappeln ansässigen Kaufmannsfamilie. Er erhielt Privatunterricht und erlernte den Beruf eines Textilkaufmanns im Einzelhandelsgeschäft seines Vaters Moses Jacob Moses in Kappeln. Wie sein Onkel, der Arzt Jacob Samuel Moser 1836, änderte er seinen Namen in Moser. Sein Onkel hatte die Änderung damit begründet, er empfinde „ein gewisses Missfallen an dem altväterischen Namen Moses, der, da er bey unseren Glaubensgenossen sehr häufig ist, leicht zu Verwechslungen Anlass geben könnte“. Über Paris, wo er erste Verbindungen nach England knüpfte, wanderte Jacob Moser ins nordenglische Bradford aus, das sich rasant wachsend zu einem Zentrum der englischen Textilindustrie entwickelte. Dort arbeitete er neun Jahre bei verschiedenen Unternehmen und gründete mit dem Ersparten 1872 zusammen mit dem ebenfalls aus Deutschland stammenden Victor Edelstein seine eigene Firma. Die Nachfolge im Geschäft seines Vaters trat er an seinen Bruder Adolph ab.

### Unternehmer
Jacob Moser baute die Firma zum führenden Bradforder Exportunternehmen für Wollwaren und Kammgarn aus. Er war dabei so erfolgreich, dass er 1902 seiner Firma ein repräsentatives Geschäftshaus im Bradforder Stadtteil Little Germany errichten und sich um dieselbe Zeit aus der aktiven Geschäftsleitung zurückziehen und zusammen mit seiner Frau Florence sozialen und philanthropischen Zielen widmen konnte.

### Zionist
Im Mittelpunkt seiner Fördertätigkeit stand die Begeisterung für den durch Theodor Herzl begründeten Zionismus. Moser leistete einen wesentlichen finanziellen Beitrag zur Errichtung des Herzliya-Gymnasiums in Tel Aviv, des ersten hebräischen Gymnasiums in Palästina. Das 1910 von Yosef Barski in maurischem Stil errichtete Herzliya-Gymnasium war das erste öffentliche Gebäude von Tel Aviv. Ebenso unterstützte er die Gründung einer ersten hebräischen Kunstschule, des Bezalel College for Art and Design in Jerusalem. Beide Institutionen bestehen bis heute, freilich in neueren Gebäuden. Als Freund und Finanzier Herzls hatte Moser ihm gegenüber eine Bedeutung, die mit der von Friedrich Engels für Karl Marx verglichen werden kann. Jacob Moser war aktives Mitglied der englischen Zionist Federation und von 1903 bis 1911 Mitglied des Großen Aktionskomitees der Zionistischen Organisation.

### Philanthrop
Moser vernachlässigte jedoch auch das Judentum in seiner neuen Heimat Nordengland nicht. Er ermöglichte die Einrichtung eines jüdischen Friedhofs und zweier Synagogen in Bradford, einer Reformsynagoge und einer orthodoxen. Außerdem unterstützte er die Errichtung jüdischer Hospitäler in Leeds und Manchester. Er unterstützte in Bradford die Einrichtung eines Kindergartens, stiftete 12000 Bücher für die öffentliche Bibliothek und setzte sich für eine Hilfsorganisation für entlassene Häftlinge ein.

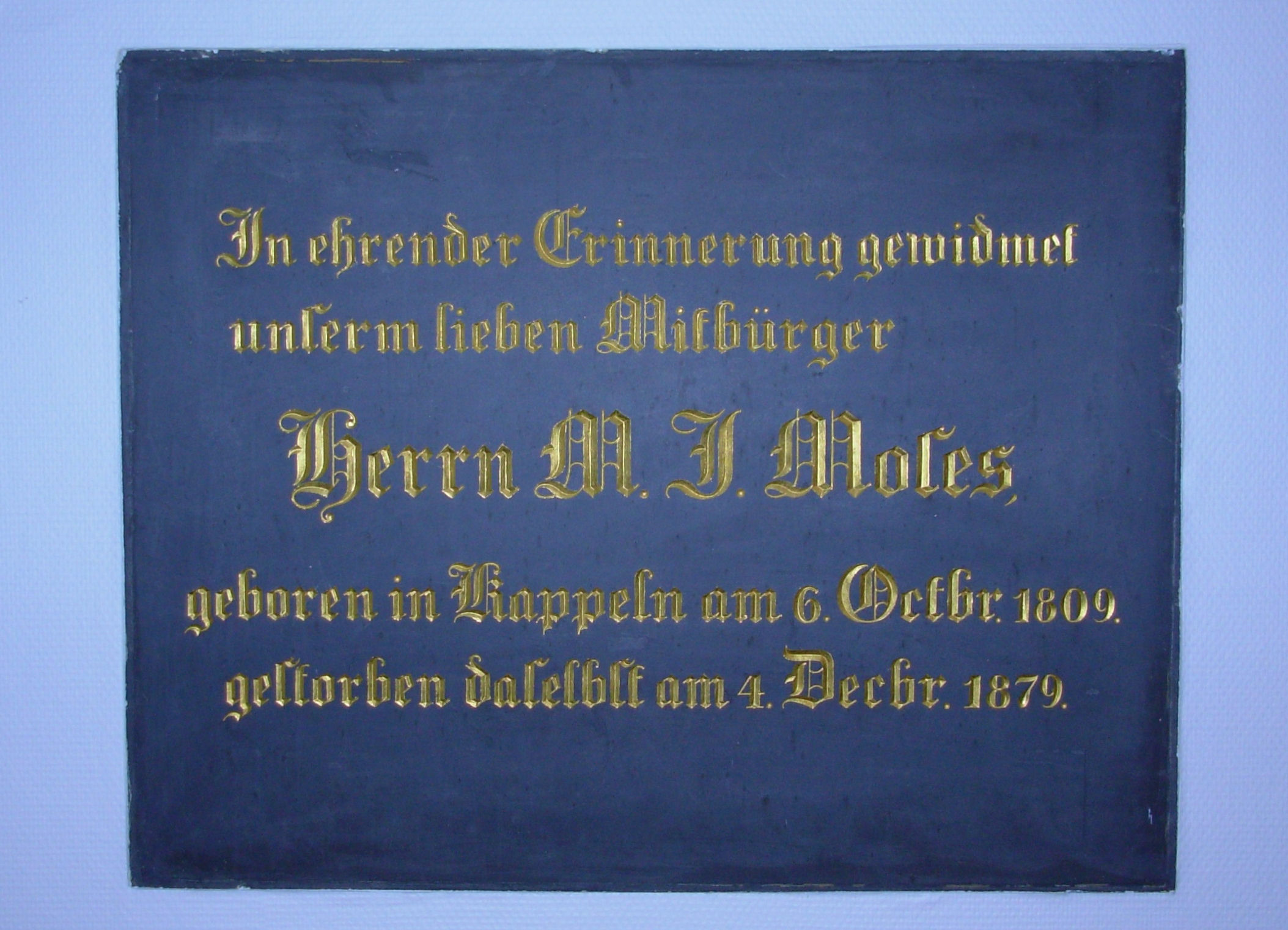
Gedenktafel für Jacob Mosers Vater im alten Kappelner Krankenhaus

## Weitere Verdienste
Moser war englischer Staatsbürger geworden, wurde Friedensrichter, Stadtverordneter und 1910/11 sogar Lord Mayor von Bradford. Er sammelte Kunst und protegierte Künstler; so schenkte er der Tate Gallery das Bild Trauernde Juden von seinem Bradforder Mitbürger William Rothenstein, der ebenfalls einer aus Deutschland eingewanderten Familie entstammte. 
Moser fühlte sich seiner Heimatstadt Kappeln sehr verbunden. Als in Kappeln 1878 Pläne für ein Krankenhaus entstanden, machte er mit einem Geldgeschenk von 10.000 Reichsmark (RM) den Bau des (heute nicht mehr bestehenden) alten Krankenhauses an der heutigen Hospitalstraße möglich. Als Dankeszeichen brachte die Stadt eine Marmortafel an dem Gebäude an, die an den Vater von Moser erinnert.  Außerdem unterstützte Moser mit ebenfalls 10.000 RM die Gründung des städtischen Altersheims und gründete eine Stiftung für die Versorgung armer Menschen in Kappeln. Anfang des 20. Jahrhunderts übernahm 1909 Moser die Hälfte der Investitionskosten für den Aufbau einer Wasserversorgung für die  Stadt und spendete 67000 RM. Darauf verlieh die Stadt Kappeln ihm die Ehrenbürgerwürde.

## Auszeichnungen
Jacob Moser erhielt für seine Verdienste in Preußen den Roten Adlerorden, für seine Verdienste um Kappeln die Ehrenbürgerschaft dieser Stadt, außerdem war er Ehrenmitglied der Deutschen Gesellschaft zur Rettung Schiffbrüchiger.

## Lebensende
1921 wollte Moser zu seiner dritten Palästina-Reise aufbrechen, als seine Frau Florence erkrankte und starb. Er zog sich darauf von seinen öffentlichen Aufgaben zurück und starb bereits etwa ein Jahr später. Er ist mit seiner Frau auf dem jüdischen Friedhof von Bradford begraben. The Jewish Chronicle beklagte seinen Tod mit den Worten: „Ein Prinz der Juden ist gefallen.“